# Psylacrida gracilis
Psylacrida gracilis är en skalbaggsart som beskrevs av Thomson 1878. Psylacrida gracilis ingår i släktet Psylacrida och familjen långhorningar. Inga underarter finns listade i Catalogue of Life.